# Вирибус Унитис (линеен кораб, 1911)
Вирибус Унитис (на немски: SMS Viribus Unitis) е австро-унгарски линеен кораб от времето на Първата световна война. Кораб от типа „Тегетхоф“. За негово име е избран личния девиз на императора Франц Йосиф I „С общи сили“.
Поради заболяване на императора при спускането на линкора на вода той е представляван от наследника на престола ерцхерцог Франц Фердинанд Хабсбург, тялото на който след убийството му в Сараево е превозено, в края на юни 1914 г., на кораба от Меткович до Триест.

## Строителство
През 1907 г. началникът на военноморската секция на Генералния щаб, контраадмирал Рудолф Монтекуколи поръчва строителството на два линкора под предлога за възможното затваряне на корабостроителници, поради липса на големи поръчки. Поръчката им е осъществена без съгласието на парламента, за да се икономиса време, което кара правителството да отдели впоследствие средствата, но Монтекуколи е изпратен в оставка. Първият линкор е заложен на 24 юли 1910 г. Според проекта на генералния инженер Зигфрид Попер в течение на 25 месеца 2000 работници построяват линейния кораб, който струва 82 милиона златни крони.
Линкорите от този тип са малко по-малки от дредноутите на другите държави по водоизместимост, но носят дванадесет 30,5-см оръдия на фирмата „Шкода“, които по качество, далечина на стрелбата и точност превъзхождат много от оръдията на другите страни. В частност, линкорът превъзхожда по брой на оръдията съвременните му немски линкори от типа „Кьониг“ (König-Klasse). Линкорът Viribus Unitis първи в света има артилерия на главния калибър в 4 триоръдейни кули.

## История на службата
По време на Първата световна война линкорът Viribus Unitis почти не излиза от базата си в Пула, поради липса на вражеска заплаха. Едва през юни 1918 г. линкорът взема участие в неуспешния поход към пролива Отранто.
Заедно с останалите кораби, на 31 октомври 1918 г., линкорът, по разпореждане на император Карл I е предаден от вицеадмирал Миклош Хорти на новосъздадената Държава на словенците, хърватите и сърбите, с провъзгласяването на чиято независимост Австрия губи излаза си на море. Командирът на линкора Янко Вукович-Подкапелски става командващ флотата на бъдещото кралство, провъзгласява неутралитет, но на това се възпротивява Италия. Още на 1 ноември 1918 г. двама италиански бойни плувци, Рафаеле Росети и Рафаеле Паолучи, закрепват към корпуса на кораба мини, които се взривяват на сутринта (виж Рейд срещу Пула). Загиват 400 члена на екипажа заедно с командващия флота.
В памет за победата на италианците във войната котвите на линкора Viribus Unitis се намират във Венеция, в съседство с Военноморския исторически музей и в Рим, при входа в зданието на Морския дворец, главен щаб на ВМС на Италия. В монумент в Бриндизи се намира едно от оръдията на линкора.